# Gastromicans
Gastromicans là một chi nhện trong họ Salticidae.